# Coriandoli su di noi/Giorno e notte
Coriandoli su di noi/Giorno e notte è un singolo del gruppo musicale italiano Ricchi e Poveri del 1975.

## Il disco
Il brano sul lato A, Coriandoli su di noi, è stato composto dagli autori televisivi Italo Terzoli, Enrico Vaime, Carla Vistarini e dal Maestro Marcello De Martino. È stata la sigla di chiusura del programma del sabato sera in onda sul primo canale della Rai, Di nuovo tante scuse, condotto da Raimondo Vianello e Sandra Mondaini tra il 1975 e il 1976. L'esecuzione di questo brano è accompagnata da un videoclip umoristico che vede protagonista la coppia: i due si trovano in un bosco, si notano da lontano e, per raggiungersi, si corrono incontro (il tutto viene riportato al rallentatore). Ogni volta qualcosa impedisce loro di abbracciarsi, o meglio, Raimondo, in ogni puntata, inventa stratagemmi sempre più drastici per evitare l'incontro con la consorte. Sarà lei, però, che nell'ultima puntata riuscirà a raggiungerlo con un bambino in braccio che schiaffeggerà un Vianello incredulo all'accaduto. Stavolta, perciò, sarà lui ad essere vittima di un'inaspettata trovata della Mondaini.
Lo show aveva riscosso un grande successo già nella prima edizione andata in onda nel 1974, nella quale i Ricchi e Poveri proponevano un'altra sigla di chiusura intitolata Non pensarci più.
Il pezzo inciso sul lato B, Giorno e notte, è contenuto nell'album di studio RP2 del 1975.

## Tracce
- Coriandoli su di noi - 3'34" (Italo Terzoli - Enrico Vaime - Carla Vistarini - Marcello De Martino)
- Giorno e notte - 3'08" (Vittorio Tariciotti - Franca Evangelisti - Marcello Marrocchi)

## Classifica
| Paese  | Posizione massima |
| ------ | ----------------- |
| Italia | 7                 |

## Dettagli pubblicazione
| Paese  | Data | Etichetta   | Formato | Nº Catalogo |
| ------ | ---- | ----------- | ------- | ----------- |
| Italia | 1975 | Fonit Cetra | 45 giri | SP 1605     |

- Pubblicazione & Copyright: 1975 - Fonit Cetra.
- Distribuzione: Fonit Cetra.